# عشبة القوى اللبنانية
عشبة القوى اللبنانية (الاسم العلمي:Potentilla libanotica) هي نوع من النباتات تتبع جنس عشبة القوى من الفصيلة الوردية.